# Geografía del Líbano
Líbano es un país de Oriente próximo, situado en el Levante mediterráneo, tiene una longitud de unos 250 km de largo por unos 50 km  de ancho, con una superficie de 10.450 km. Limita al norte y al este con Siria, con una frontera de 454 km; al sur con Israel, en una estrecha franja de 79 km y al oeste con el Mediterráneo, en el que tiene 225 km de costa. Líbano tiene una cordillera (por bot).

## Topografía
El relieve del Líbano es, en general bastante montañoso y puede dividirse en cuatro grandes unidades estructurales:
- La costa: una estrecha franja costera que alberga las principales ciudades, como Beirut, Trípoli, Biblos, Sidón y Tiro, además de otras ciudades y pueblos.
- La cordillera del Líbano: una masa caliza con numerosas gargantas y cuya altura máxima es el Qurnat as Sawdā' (3.088 m), destacando también otros picos como al-Mounaitra (2911 m) en el norte; Sannin (2628 m) y el al-Knaissa (2032 m), habiendo otras muchos de entre 1.900 y 2.700 metros. Cuyo recorrido es en sentido noreste a suroeste. Es un territorio húmedo debido a las altas precipitaciones que recibe.
- La depresión del valle de Bekaa: separa las dos cordilleras.
- La cordillera del Antilíbano, que constituye el límite natural con Siria.

Los ríos tienen por lo general régimen torrencial; los dos más importantes del país, el Litani y el Orontes, tienen aguas perennes y bastante caudal, si bien ninguno es navegable.